# جبرائيل (صاروخ)

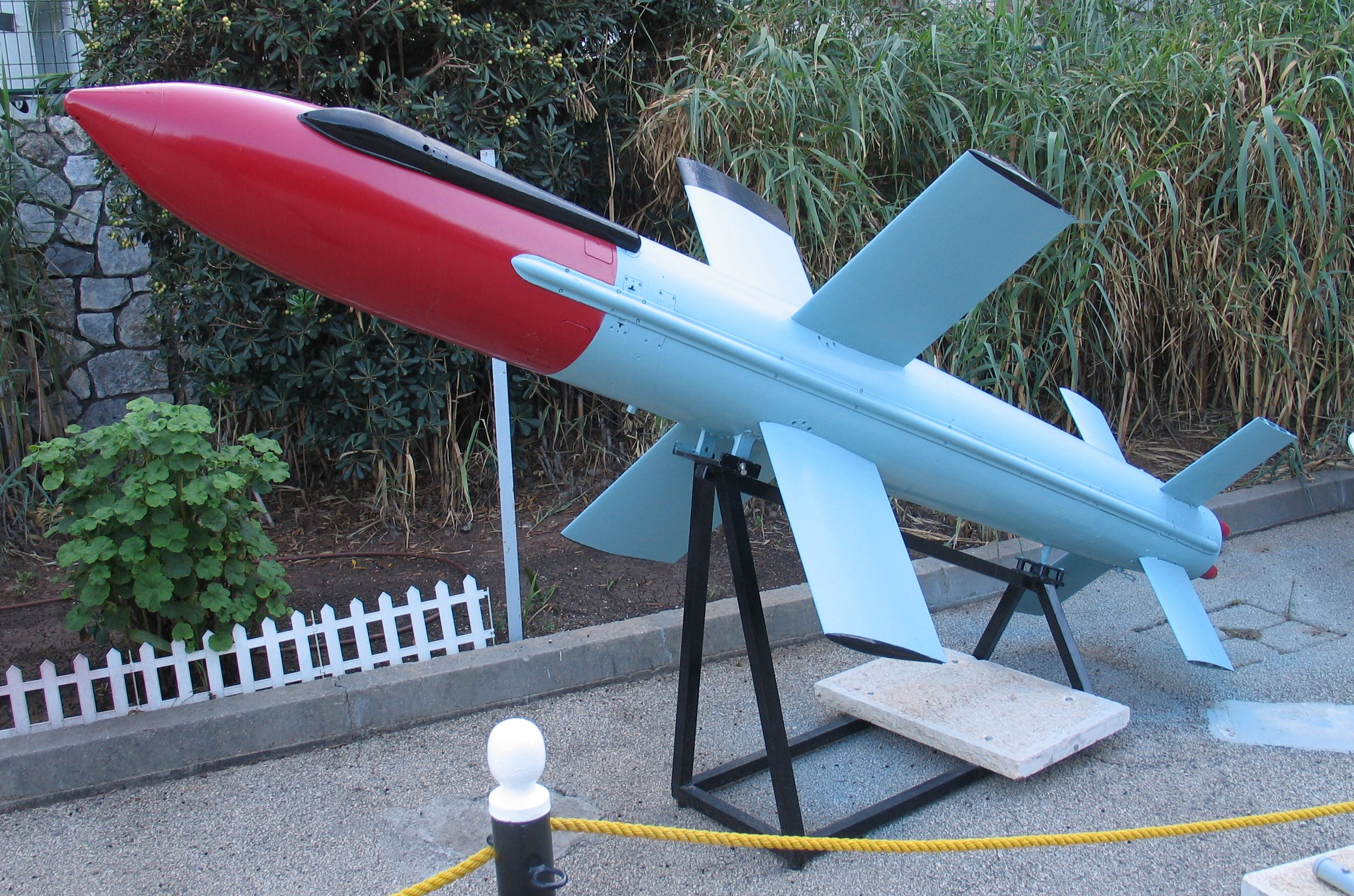
صاروخ جبرائيل

جبرائيل هو صاروخ بحر-بحر من إنتاج الصناعات الجوية الإسرائيلية. طُوِّر في التسعينيات على قاعدة الصاروخ أرض-أرض باسم لوز. واُسْتُخْدِم أول مرة خلال حرب أكتوبر، وحقق نجاحاً كبيراً في معركة اللاذقية وفي معركة طرطوس وفي معركة دمياط. حيث تم اطلاق ما يقرب من 50 صاروخ جبرائيل خلال هذه الحرب، وما يقارب نصفها أصابت أهدافها.

## تاريخ التطوير
منذ عام 1954 عمل سلاح التطوير (الذي تحول فيما بعد إلى رفائيل) على تطوير صاروخ موجه عبر الكابلات. وهذا الصاروخ طُور في الأساس لصالح القوات الجوية ليتم اطلاقه من الطائرة دكوتة، لكن في النهاية استخدمه سلاح المدفعية في الإستخدامات البرية.
يبلغ أدنى مدى للصاروخ 6 كم، وهو كان مدى كبير جداً بالنسبة للقوات البرية، لذلك تم تفضيله عن بطاريات المدفعية المعتادة. هذا وقد قرر مندوبي القوات البحرية الذين شاركوا في التجارب التي أجريت في عام 1958 تبني هذا الصاروخ كصاروخ بحر-بحر وأطلقوا عليه اسم «لوز» وفي 18 مايو 1959 أجريت تجربة ناجحة من على متن السفينة الحربية إيلات.
في عام 1962 أجريت تجارب لطرازات معدلة من على سطح السفينة الحربية يافا. وفي عام 1963 أجريت تجربة أخرى من البر نحو هدف بحري بالطراز ج-25 في حضور رئيس الأركان «تسيبي تسور» و«مونيا مردور»، ونتيجة لهذه التجربة حصل علماء شركة رافائيل على جائزة أمن إسرائيل. وقد أدى التفوق المصري في مجال الصواريخ الأرض-أرض إلى تخصيص موارد التطوير لهذا المجال. ونتيجة لأن الصاروخ عانى من مشاكل في التوجيه تم نقل عمليات التطوير من القوات البحرية إلى الصناعات الجوية. والصناعات الجوية منتجة الصاروخ حصلت على منتج لم يكتمل تخطيطه مطلقاً.
طورت الصناعات الجوية منظومة توجيه الصاروخ الذي انقسم إلى توجيه يستند على مقياس الارتفاع يسمى التيمتر ورادار انزلاق وتوجيه. ورادار الإيقاف والتوجيه الذي يلتقط ترددات الموجات من منظومة مراقبة إطلاق النار الخاصة بالسفينة المُطلقة يرسل أوامر للصاروخ (النظام الذي يطلق عليه «توجيه نصف فعال»). وهذه الطريقة تسمح بإغراق السفن المعادية بالقرب من الساحل، وإصابة الأهداف الساحلية وكذلك التفوق على الحرب الإلكترونية، من خلال عدم القدرة على اطلاق الصاروخ اتجاه أفق الرادار المطلق. وأسلوب تطوير كلا المنظومتين كانت ثمار تفكير رائد التطوير المهندس «إيفين توف» الذي استقال من رافائيل وانتقل للعمل في الصناعات الجوية بتشجيع من «أل شفيمر».
وهناك ميزة أخرى لجبرائيل تتمثل في التحليق المنخفض على سطح البحر، الأمر الذي صعب من اسقاطه بالمدافع المضادة للطائرات. وتم استكمال التطوير في عام 1969 عندما نفذت تجربة اطلاق ناجحة من السفينة الحربية حيفا أغرق خلالها الصاروخ السفينة المستهدفة.